# Mario Campagnoli
Mario Campagnoli (Casteggio, 10 giugno 1935 – Pavia, 17 maggio 2002) è stato un politico italiano.

## Biografia
Laureato in medicina veterinaria, è docente universitario; per anni attivo a livelli dirigenziali in Coldiretti. Impegnato in politica con la Democrazia Cristiana, nel 1970 viene eletto consigliere regionale in Lombardia e nominato assessore all'agricoltura nella giunta di Piero Bassetti. 
Nel 1976 viene eletto con la DC alla Camera dei Deputati, venendo confermato anche alle elezioni del 1979. Nel 1980 è Sottosegretario di Stato al Lavoro e Previdenza sociale nel Governo Cossiga II, mentre dal 1981 al 1983 è Sottosegretario all'agricoltura in quattro esecutivi consecutivi: il Governo Forlani, i due governi Spadolini e il Governo Fanfani V. Confermato alla Camera anche dopo le elezioni del 1983 e a quelle del 1987, in queste ultime due legislature è Presidente della 13ª Commissione Agricoltura di Montecitorio. Nel 1992 viene eletto al Senato, dove rimane in carica fino al 1994.
Campagnoli more all'età di 66 anni nel maggio 2002. Ebbe due figli, Manuela e Cesare, quest'ultimo diventato sacerdote.